# 13063 Purifoy
13063 Purifoy (1991 LB) là một tiểu hành tinh vành đai chính được phát hiện ngày 5 tháng 6 năm 1991 bởi Spacewatch ở Kitt Peak.